# Huka
Huka es un género de arañas araneomorfas pertenecientes a la familia Agelenidae. Se encuentra en Nueva Zelanda.

## Especies
Según The World Spider Catalog 12.0:
- Huka alba Forster & Wilton, 1973
- Huka lobata Forster & Wilton, 1973
- Huka minima Forster & Wilton, 1973
- Huka minuta Forster & Wilton, 1973
- Huka pallida Forster & Wilton, 1973